# Diplomitoporus allantosporus
Diplomitoporus allantosporus är en svampart som beskrevs av Ryvarden & Iturr. 2003. Diplomitoporus allantosporus ingår i släktet Diplomitoporus och familjen Polyporaceae.   Inga underarter finns listade i Catalogue of Life.